# نيل وات
نيل وات (بالإنجليزية: Neil Watt)‏ هو لاعب كرة قدم ومدرب كرة قدم بريطاني في مركز الهجوم، ولد في 16 سبتمبر 1962 في هانوفر في ألمانيا. لعب مع نادي ستيرلينغ ألبيون ونادي ستيرلينغشير الشرقية.